# Джойстик
Джойстикът (на английски: joystick, наричан още и контролер) е периферно устройство за персонален компютър (PC) или игрална конзола (Playstation, Xbox, Nintendo, и др). Използва се като уред за управлене на играчите във видеоигри. Използва се заради удобно разположените бутоните и по-лесното регулиране на движенията на играча, което го прави по удобен заместител на мишката и клавиатурата за някои игри.
Повечето джойстици са направени за захват с две ръце, като показаният на снимката е специално пригоден за работа с една ръка за летателни игри или симулатори. Подобни необичайни контролери съшо са комплектите волани с педали – за състезателни игри с автомобили.
Важно е да се отбележе и фактът, че невинаги е по-лесно да се използва контролер – например в игрите със стрелба е много по друдно да навигираш оръжието, отколкото с мишка, затова всяка игра е направена различно.